# Stanisław Jastrzębski (pedagog)
Stanisław Jastrzębski (ur. 11 kwietnia 1941, zm. 24 marca 2014 w Krakowie) – polski pedagog, wieloletni nauczyciel historii w I Liceum Ogólnokształcącym im. Bartłomieja Nowodworskiego w Krakowie, animator Teatru Słowa pod Krzyżem.

## Życiorys
Maturę zdał w II Liceum Ogólnokształcącym im. Sobieskiego w Krakowie w 1958 r. Następnie po ukończeniu studiów historycznych na Uniwersytecie Jagiellońskim w 1964 roku rozpoczął pracę pedagogiczną w I Liceum Ogólnokształcącym w Krakowie, gdzie dał się poznać pokoleniom nowodworczyków jako wybitny nauczyciel historii. W myśl anegdoty na lekcji tak sugestywnie omawiał postać Dymitra Samozwańca, zwanego Grigorijem „Griszką” Otriepjewem, że pseudonim „Grisza” przylgnął do niego na zawsze. Jesienią 1977 roku rozpracowywany przez Służbę Bezpieczeństwa w toku działań związanych z inwigilacją Andrzeja Wajdy.
Pod koniec życia schorowany zamieszkał w pawilonie artystów Zakładu im. Helclów. Został pochowany na cmentarzu Rakowickim w Krakowie.

### Upamiętnienia
Uczniowie I LO im. B. Nowodworskiego w Krakowie zainicjowali projekt „(Po)równaj do starszego” inspirowany postacią Jastrzębskiego, w ramach którego gromadzą informacje na temat absolwentów szkoły.

## Twórczość teatralna
Już w swojej pracy magisterskiej zdradzał zainteresowanie teatrem i pozostał mu wierny inspirując i pociągając za sobą wielu młodych ludzi jako animator Teatru Słowa pod Krzyżem. Teatr ten rozpoczął działalność w roku 1979 i funkcjonował w ramach Tygodni Kultury Chrześcijańskiej w stanie wojennym, wpisując się w nurt kultury niezależnej, a dla młodzieży stanowiąc doświadczenie twórczej i niekonwencjonalnej pedagogiki. Teatr dał liczne przedstawienia, m.in. u sióstr Sercanek, z którymi Stanisław Jastrzębski był od lat związany, a także w Rzymie, Paryżu, La Ferté, we Lwowie, Złoczowie i w kaplicach domów pomocy społecznej Krakowa, Górnego Śląska i Zagłębia. Tytuły niektórych przedstawień:
- Hiob – młodzieńczy dramat Karola Wojtyły (1983)
- Historyja o chwalebnym Zmartwychwstaniu Pańskim paulina Mikołaja z Wilkowiecka (1986)
- Misterium Świętego Franciszka według dramatu Romana Brandstaettera (1994)
- Dzień gniewu według dramatu Romana Brandstaettera (1996)[11]
- Pokutnik z Osjaku według dramatu Romana Brandstaettera (2000)
- Maryja – Matka Życia (2005)

Stanisław Jastrzębski był także związany z Teatralnym Centrum Wartości i Pojednania „Theatrum Mundi” im. Mieczysława Kotlarczyka pod patronatem Uniwersytetu Papieskiego w Krakowie, gdzie wystawiał, grał i reżyserował w przedstawieniach, m.in.:
- Królowa Polskiej Korony – misterium Maryjne oparte na tekstach Stanisława Wyspiańskiego, zagrane w Paryżu (2004)
- Polskie Betlejem – misterium bożonarodzeniowe (2004)[13]

## Publikacje
- Dzieje młodzieżowego teatru szkolnego w gimnazjach ogólnokształcących Krakowa z pierwszej połowy lat międzywojennych (praca magisterska, 1964)[14]
- Autobiografia (2018)[15]

## Nagrody i wyróżnienia
- złota odznaka lektora TWP[16]
- 2003 – Pro Ecclesia et Pontifice[17]
- 2013 – Medal 425-lecia I LO im. B. Nowodworskiego w Krakowie[18]
- 2014 – Odznaka „Honoris Gratia”[19]